# Солонников, Всеволод Алексеевич
Все́волод Алексе́евич Соло́нников (8 июня 1933, Ленинград — 16 января 2024, Санкт-Петербург) — советский и российский математик, доктор физико-математических наук, главный научный сотрудник лаборатории математической физики Санкт-Петербургского отделения Математического института имени Стеклова РАН, лауреат премии Лаврентьева. Основные труды — в области гидродинамики, уравнений математической физики, функционального анализа.

## Биография
Родился в Ленинграде. Мать — сестра начальника штаба Тихоокеанского флота Ореста Солонникова. Во время блокады эвакуирован в Кировскую область, мать осталась в Ленинграде и умерла в 1942 году. Воспитывался в детском доме в Ленинграде, в 1951 году окончил музыкальную школу-интернат при Ленинградской консерватории по классу виолончели, в том же году поступил в консерваторию на теоретико-композиторский факультет.
После первого курса ушёл из консерватории и поступил на физический факультет Ленинградского государственного университета, который окончил в 1957 году, дипломную работу на кафедре математической физики защитил под руководством Ольги Ладыженской. По окончании вуза поступил на работу в Ленинградское отделение Математического института имени Стеклова. В 1961 году под руководством Ладыженской защитил кандидатскую диссертацию, в 1965 году — докторскую.

## Научная деятельность
Основные работы посвящены уравнениям математической физики. Среди результатов, отражённых в кандидатской диссертации — предельно точные априорные оценки решений для параболических и эллиптических задач, а также для стационарной системы Стокса в пространствах Соболева. В докторской диссертации для параболических систем в пространствах Соболева и пространствах Гёльдера построена теория разрешимости начально-краевых задач.
В совместных работах с Кириллом Головкиным второй половины 1960-х годов получен ряд результатов в функциональном анализе, в частности, для достаточно широкого класса дробных пространств установлены условия, при которых свёртка является ограниченным оператором.
В 1970-е годы работал в основном в области гидродинамики, в частности, с Ладыженской исследовал краевые задачи с некомпактными границами для систем Стокса и уравнений Навье — Стокса.
В трудах 1980-х годов разработаны вопросы разрешимости краевых задач для эллиптических и параболических систем в областях с углами и рёбрами на границе. В работах 1980-х — первой половины 1990-х годов исследовал гидродинамическую задачу о движении вязкой капли в полной постановке, получив технически сложные результаты о локальной разрешимости задачи и разрешимости в гёльдеровских классах функций (совместно с Ильёй Могилевским). В 1990-е годы в серии совместных работ с учениками получены предельно точные оценки в различных функциональных пространствах для некоэрцитивных задач с динамическими краевыми условиями.
В 2000-е годы получил результаты по проблемам устойчивости фигур равновесия вращающихся несжимаемых жидкостей, в частности, доказал гарантированную неустойчивость симметричных фигур равновесия, если вторая вариация функционала энергии обладает отрицательными значениями.
По состоянию на 2018 год всего публикаций — 195; цитирований — 2836, индекс Хирша — 13.

### Из библиографии
- Ладыженская О. А., Солонников В. А., Уральцева Н. Н. Линейные и квазилинейные уравнения параболического типа. — М.: Наука, 1973.

## Награды и признание
Лауреат премии Гумбольдта (2002), почётный профессор Университета Феррары. В 2008 году конференция «Параболические уравнения и уравнения Навье — Стокса», прошедшая в Банаховском центре, посвящена 75-летию учёного.
В 2009 году за цикл работ «Задачи со свободной границей для уравнений Навье — Стокса» удостоен премии Лаврентьева.
В 2023 году избран Почетным членом Санкт-Петербургского математического общества.